# Горбаневське (заказник)
Горбаневське — ландшафтний заказник місцевого значення в Україні. Розташований на відстані 3 км на північний схід від с. Кулажинці Гребінківського району Полтавської області.
Площа — 222,8 га. Створено згідно з рішенням Полтавської обласної ради від 07.12.2011 року. Перебуває в користуванні Кулажинської сільської ради.
Охороняється типова екосистема степового поду. У заказнику виявлено 6 рідкісних видів тварин та 3 рідкісні види рослин. Використовується для випасання худоби, виконує функцію сталого використання сільськогосподарських угідь.